# Resuttano
Resuttano ist eine Gemeinde im Freien Gemeindekonsortium Caltanissetta in der Region Sizilien in Italien mit 1720 Einwohnern (Stand 31. Dezember 2023).

## Lage und Daten
Resuttano liegt 38 km nördlich von Caltanissetta als Enklave in der Metropolitanstadt Palermo. Die Einwohner arbeiten hauptsächlich in der Landwirtschaft. Es werden Getreide, Mandeln, Oliven und Gewürzsumach angebaut.
Die Nachbargemeinden sind Alimena (PA), Blufi (PA), Bompietro (PA), Petralia Sottana (PA) und Santa Caterina Villarmosa.

## Geschichte
In der Gegend befanden sich schon zu arabischer Zeit Siedlungen mit dem Namen Rahal Sultan. Der heutige Ort wurde 1625 gegründet.

## Sehenswürdigkeiten
- Pfarrkirche dell’Immacolata Concezione aus dem 17. Jahrhundert
- Palazzo Mazzarino aus dem 17. Jahrhundert
- Ruinen einer Burg aus dem Mittelalter (5 km außerhalb des Ortes), in dem Friedrich II. von Aragonien sein Testament diktierte

## Söhne und Töchter
- Giuseppe La Placa (* 1962), römisch-katholischer Bischof von Ragusa